# O2 Academy Leeds
O2 Academy Leeds (dawniej Leeds Academy) – klub muzyczny znajdujący się w miejscowości Leeds w hrabstwie West Yorkshire. Jest największą salą koncertową znajdującą się na terenie miasta. Właścicielem  obiektu jest Academy Music Group, która zajmuje się organizowaniem ważniejszych imprez muzycznych na terenie Wielkiej Brytanii. W 2010 obiekt został nominowany do nagrody TPi Awards, w kategorii dla ulubionego miejsca w kraju. 
Pojemność obiektu wynosi łącznie 2300 miejsc, w tym balkon, który może pomieścić 500 osób. Klub ponadto wyposażony jest także w piwnicę, przeznaczoną do mniejszych imprez koncertowych, której pojemność wynosi do 400 osób. 

## Historia
Obiekt znajdujący się przy Cookridge Street, został otwarty w 1885 przez księcia Alberta. Budynek jest zbudowany w gotyckim stylu architektonicznym. W pierwszych latach działalności, znany pod nazwą Koloseum, był gospodarzem wielu różnych wydarzeń kulturalnych lat 20., takich jak pokazy cyrkowe czy spotkania polityczne. W latach 30. i 90. budynek wyposażono w kino, studio telewizyjne oraz salę bingo. 
Lokal został ponownie otwarty w 1992 pod nazwą Town and Country Club, który funkcjonował do momentu zamknięcia w 2000. Rok później, po gruntownym remoncie, którego koszt wyniósł 7 milionów funtów, obiekt został otwarty przez operatora First Leisure Corporation, pod nazwą Creation Nightclub. Działał on w takiej formule do lutego 2007, kiedy to został przejęty przez AMG i w listopadzie tego samego roku, został przemianowany na Leeds Academy. 6 listopada 2008, ogłoszono, że brytyjska sieć telefonii komórkowej O2 plc, wraz z korporacją koncertową Live Nation, stała się oficjalnym sponsorem wszystkich lokali wchodzących w skład Academy Music Group. Nazwę lokalu, zgodnie z umową, zmieniono na O2 Academy Leeds. 
Na przestrzeni lat, swoje koncerty dawało tu wielu artystów, wywodzących się z różnych gatunków. Wśród nich są The Sisters of Mercy, Gary Moore, Dream Theater, UFO, The Cult, Black Stone Cherry, Billy Talent, Morrissey, Saxon, Motörhead, Diamond Head, Europe, Machine Head, Airbourne, Slayer, Hellyeah, Stone Sour, Deftones, Thin Lizzy, Hurts, Rob Zombie, Adele, Slash, Rise Against, Evanescence, Halestorm, Shinedown, Patti Smith, Robbie Williams, Stereophonics, The Misfits, Steve Vai, Placebo, Ghost, Alice in Chains, Lamb of God, Courtney Love, Public Enemy, Robert Plant, Passenger, Michael Schenker, Black Label Society.